# Christa Reinig
Christa Reinig (Berlino, 6 agosto 1926 – Monaco di Baviera, 30 settembre 2008) è stata una scrittrice, poetessa e drammaturga tedesca.
Iniziò la sua carriera nella zona di occupazione sovietica che diventò la Berlino Est. Dopo il divieto di pubblicazione imposto dalla DDR nel 1951, le sue opere furono pubblicate nella Germania Ovest, dove si trasferì nel 1964, stabilendosi a Monaco. Apertamente lesbica, i suoi lavori sono contraddistinti dal black humor e dall'ironia.

## Vita e carriera
Figlia illegittima, Christa venne cresciuta nella Berlino est dalla madre, Wilhelmine Reinig, che lavorava come donna delle pulizie. Dopo la fine della Seconda guerra mondiale, lavorò come trümmerfrau e, in seguito, come operaia in una fabbrica. Negli anni quaranta passò un periodo della sua vita a vendere fiori sulla Alexanderplatz. Negli anni cinquanta ottenne il diploma presso una scuola serale e proseguì i suoi studi in storia dell'arte e archeologia cristiana presso l'Università Humboldt di Berlino.
Il suo debutto letterario avvenne sul finire degli anni quaranta, sulla rivista di satira della Repubblica democratica tedesca Ulenspiegel, sotto le pressioni di Bertolt Brecht; successivamente lavorò per la stessa rivista come editor. Nel 1946 pubblicò il suo romanzo d'esordio, Ein Fischerdorf. A causa del suo atteggiamento anticonformista, dal 1951 le venne vietata ogni pubblicazione all'interno della Germania dell'Est, in conformità alle leggi sulla circolazione dei testi letterari imposte dal SED ("Sozialistische Einheitspartei", il Partito Socialista Unitario).
Nel 1956 la sua opera Ballade vom blutingen Bomme ("La ballata del sanguinante Bomme") pubblicata per la prima volta nel 1952 nel primo numero della rivista Akzente venne inclusa nell'antologia Transit di Walter Höllere, attirando le attenzioni dei lettori nella Repubblica Federale Tedesca. Nel 1963 venne descritta come "uno strano mix di amichevole cinismo e di tristezza senza fine".
In questo periodo entrò a far parte del Gruppe Zukunftsachlicher Dichter (scrittori orientati verso il futuro), un gruppo di autori della Berlino Ovest, e continuò a pubblicare storie e poesie attraverso case editrici della Repubblica Federale Tedesca.
Nel 1964, dopo la morte della madre, Christa si recò nella Germania dell'Ovest per ricevere il Premio letterario della città di Brema e decise di stabilirsi lì, trasferendosi a Monaco.
Nel 1971 si ruppe il collo dopo una caduta da una scala a chiocciola e le inadeguate cure mediche che ricevette la resero disabile. Da quel momento in poi poté sopravvivere solo grazie a un sussidio governativo.
Morì il 30 settembre 2008 in un ospizio nel quale si era trasferita all'inizio dello stesso anno. Lasciò le sue carte al German Literature Archive (l'archivio della letteratura tedesca) a Marbach am Neckar.

## Temi e tipi di scrittura

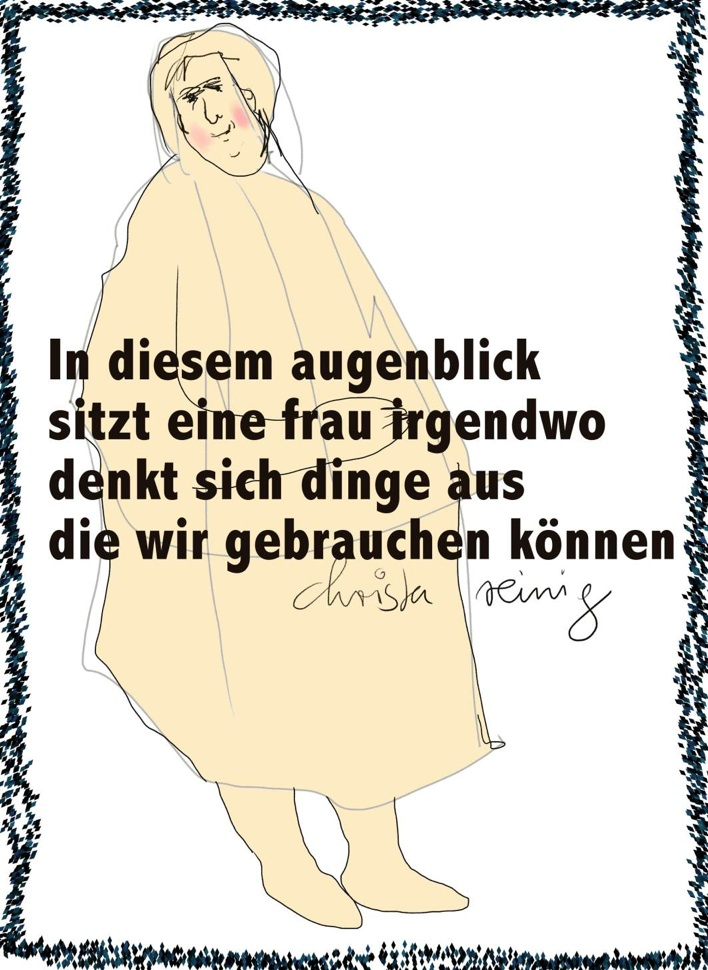
"In diesem Augenblick / sitzt eine Frau irgendwo / denkt sich Dinge aus / die wir gebrauchen können"
(In questo momento c'è una donna, da qualche parte, che sta pensando alle cose di cui potremmo aver bisogno)
Müssiggang ist aller Liebe Anfang, 1980

Christa Reinig iniziò la sua carriera letteraria come poetessa. Le sue opere sono caratterizzate da figure allegoriche e da rimandi metafisici, oltre che dal black humor e dal sarcasmo. Le sue prime poesie, pubblicate nella Repubblica Democratica Tedesca vennero considerate politicamente sospette a causa del pessimismo e dei sentimenti di straniamento che trasparivano dai suoi versi.
La sua prima storia venne pubblicata nel 1946 col titolo Ein Fischerdorf ("Un villaggio di pescatori"). Nel periodo fra il 1949 e il 1951 i suoi racconti si focalizzavano su un tema ricorrente: donne che vivevano e lavoravano in assenza di uomini. Questo tema sarebbe tornato poi di centrale importanza nelle sue opere solo 25 anni dopo, nel 1974, con la pubblicazione dell'opera autobiografica Die himmlische und die irdische Geometrie, "La geometria celeste e terrestre". In questo libro, composto da diversi episodi collegati fra di loro, l'autrice dà forma alla propria interiorità attraverso l'utilizzo di dialoghi fra Immanuel Kant e il marchese de Sade o fra Satana e Johann Sebastian Bach.
In questo periodo Christa divenne famosa anche per i suoi lavori di traduzione dal russo.
La sua ultima pubblicazione, nel 2006, è un volume di riflessioni filosofiche intitolato Das Gelbe vom Himmel ("Il giallo dal paradiso").

### Femminismo e omosessualità
Negli anni settanta, soprattutto dopo la pubblicazione del romanzo Die Entmannung ("L'evirazione", 1976), diviene famosa come femminista per le sue denunce dell'ideologia patriarcale, assecondata non solo dagli uomini ma spesso anche dalle donne. L'autrice si ispirò per questa opera a un episodio di cronaca dell'epoca: due donne, amanti, erano state condannate all'ergastolo per aver assoldato un sicario per uccidere il marito di una delle due. Il caso suscitò l'indignazione e l'oltraggio di molte donne tedesche e la stessa Reinig citò l'episodio come la causa scatenante della sua conversione al femminismo.
La sua fama di femminista portò al suo coming out, nel 1979, attraverso la sua raccolta di poesie Müßiggang ist aller Liebe Anfang ("L'ozio è il principio di ogni amore"), nella quale per la prima volta dichiarava la sua omosessualità Inoltre, nel 1986, in una sua intervista con Marie Luise Gansberg, dichiarò: "ich bin lesbische Schriftstellerin, so gut wie ich weibliche Schriftstellerin bin" ("sono una scrittrice lesbica, tanto quanto sono una scrittrice donna").
Nel 1982, con l'uscita della raccolta Die ewige Schule ("La scuola infinita"), Reinig pubblicò il racconto Ein Sonntag im Krieg ("Una domenica durante la guerra"), le cui protagoniste femminili riflettono la condizione della donna all'interno di una società misogina. Questi personaggi vengono rappresentati come delle vittime, ma non sono necessariamente considerati innocenti: in un certo senso l'autrice accusa le donne di essere complici della loro stessa oppressione.
Il suo romanzo Die Entmannung è stato descritto come la "grottesca punta della lancia del femminismo".
Partecipò attivamente al movimento femminista fra gli anni settanta e gli ottanta, periodo che coincise con il suo periodo di maggiore produttività, per distaccarsene successivamente, alla fine degli anni ottanta.
Nella prefazione della raccolta di poesie Müßiggang ist aller Liebe Anfang scrisse: "Manchmal / ist mir das schwule hemd / näher / als der feministische rock" ("A volte la maglietta gay mi calza meglio della gonna femminista").

## Opere

### Poesia
- Die Steine von Finisterre. 1961. traduzione parziale di Ruth and Matthew Mead, The Tightrope Walker. Edinburgh: Rutherford, 1981. OCLC 17565306
- Gedichte. Frankfurt: Fischer, 1963. OCLC 1318938
- Schwabinger Marterln. Freche Grabsprüche für Huren, Gammler und Poeten. Stierstadt im Taunus: Eremiten, 1969. OCLC 473044494
- Schwalbe von Olevano. Stierstadt im Taunus: Eremiten, 1969. OCLC 288414
- Papantscha-Vielerlei: Exotische Produkte Altindiens. Stierstadt im Taunus: Eremiten, 1971. ISBN 978-3-87365-018-3
- Die Ballade vom Blutigen Bomme. Düsseldorf: Eremiten, 1972. ISBN 978-3-87365-035-0
- Müßiggang ist aller Liebe Anfang. Düsseldorf: Eremiten, 1979. ISBN 978-3-87365-142-5. Munich: Frauenoffensive, 1980. ISBN 978-3-88104-094-5. Traduzione di Ilze Mueller. Idleness is the Root of All Love. Corvallis, Oregon: Calyx, 1991. ISBN 978-0-934971-22-5
- Sämtliche Gedichte. Düsseldorf: Eremiten, 1984. ISBN 978-3-87365-198-2
- Die Prüfung des Lächlers: Gesammelte Gedichte. Munich: DTV, 1970, 1984. ISBN 978-3-423-06301-2

### Storie
- "Eine Ruine" (1949) e "Ein Fischerdorf" (1951) in Anthologien der DDR
- Der Traum meiner Verkommenheit. Berlin: Fietkau, 1961. OCLC 163764389
- Drei Schiffe: Erzählungen, Dialoge, Berichte. Frankfurt: Fischer, 1965. OCLC 1998542
- Orion trat aus dem Haus: neue Sternbilder. Stierstadt im Taunus: Eremiten, 1968. OCLC 4630562
- Das grosse Bechterew-Tantra: Exzentrische Anatomie. Stierstadt im Taunus: Eremiten, 1970. ISBN 978-3-87365-007-7
- Hantipanti: zwölf Kindergeschichten zum Nachdenken und ein Nachwort. Weinheim: Beltz, 1972. OCLC 774249287
- Clever Elsie, Frederick and Catherine, and The Goose Girl Meets The Four Bremen City Musicians. Weinheim: Beltz & Gelberg, 1976. ISBN 3-407-80518-7
- Der Wolf und die Witwen: Erzählungen und Essays. Düsseldorf: Eremiten, 1980. ISBN 978-3-87365-151-7. Munich: Frauenoffensive, 1981. ISBN 978-3-88104-108-9
- Die ewige Schule. Munich: Frauenoffensive, 1982. ISBN 978-3-88104-116-4
- Nobody and other stories. Düsseldorf: Eremiten, 1989. ISBN 978-3-87365-246-0
- Glück und Glas. Düsseldorf: Eremiten, 1991. ISBN 978-3-87365-262-0
- Simsalabim. Düsseldorf: Eremiten, 1991. ISBN 978-3-87365-316-0
- Der Frosch im Glas: neue Sprüche. Düsseldorf: Eremiten, 1994. ISBN 978-3-87365-288-0

### Romanzi
- Die himmlische und die irdische Geometrie. Düsseldorf: Eremiten, 1975. ISBN 978-3-87365-080-0
- Entmannung: die Geschichte Ottos und seiner vier Frauen. Düsseldorf: Eremiten, 1976. ISBN 978-3-87365-096-1
- Die Frau im Brunnen. Munich: Frauenoffensive, 1984. ISBN 978-3-88104-139-3

### Radiodrammi
- Kleine Chronik der Osterwoche. 1965
- Tenakeh. 1965
- Wisper. 1967
- Das Aquarium. 1967

### Saggi
- Das Gelbe vom Himmel: Betrachtungen. Düsseldorf: Eremiten, 2006. ISBN 978-3-87365-340-5

### Traduzioni
- Marina Zwetajewa. Gedichte. Berlin: Wagenbach, [1968]. OCLC 164182941

## Riconoscimenti accademici
- 1964 Bremen Literature Prize, per Gedichte[7]
- 1965 Villa Massimo Fellowship[15]
- 1968 Hörspielpreis der Kriegsblinden,[16] per Das Aquarium[17][18]
- 1969 Toucan Prize of the City of Munich (with five others),[19] per Schwabinger Marterln[5]
- 1973 Literary Award of the Bavarian Academy of Fine Arts
- 1975 German Critics' Prize, per Die Prüfung des Lächlers[20]
- 1976 Cross of Merit of the Federal Republic of Germany[6]
- 1984 SWR-Bestenliste Prize, per Sämtliche Gedichte[21]
- 1993 Premio Roswitha della città di Bad Gandersheim[22]
- 1999 Brandenburg Literature Prize[5][6]
- 2003 Kester-Haeusler Award of the German Schiller Foundation[23][24]